# 빙고 (놀이)

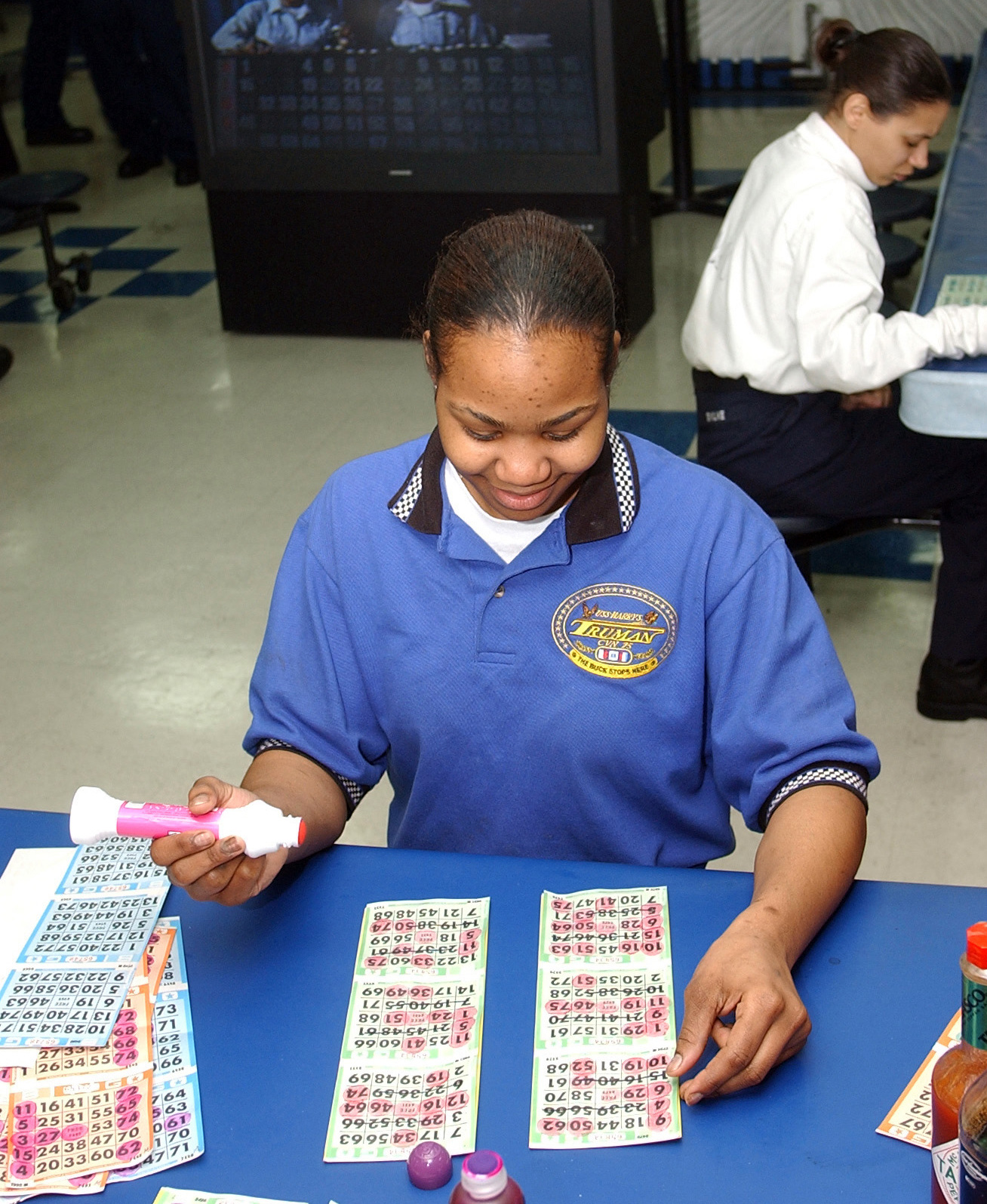
빙고

빙고(bingo)는 로트라고 하는 어린이들의 숫자맞추기 놀이에서 전화된 것이다. 1778년에 빙고에 관한 최초의 기록이 있다. 미국에서는 19세기 초에 나타났다. 그 후 전 세계에 빠르게 전파되었다. 5를 의미하는 키노(keno) 혹은 비노(beano)라고도 한다. 일반적으로 가로 세로 5개씩 25개의 말을 가진 네모판을 만들고, 한가운데를 제외한 나머지 24개의 판 속에 1~75사이의 숫자를 적고, 참가한 경기자에게 각각 다른 카드를 나누어 준다. 경기자는 숫자를 적어 놓은 박스에 둘러앉아 그 안에 공이나 화살을 던져 공개적으로 숫자를 고르면 그 숫자와 같은 숫자를 자기 카드에서 뽑아내는 것이 초창기 빙고의 형태이다. 사소한 어린이 놀이라고 말할 수 있는 것으로서 여러 가지 유형이 있으며, 요즘에는 주로 5X5 형태의 칸에 숫자나 단어 (대학교 이름, 국가 이름, 도시 이름 등) 등을 적어놓고 서로 불러가면서 가로 세로 대각선 형태의 직선을 만들어나가는 형식의 게임으로 활용되고 있다.

## 역사
로또라는 우연 게임은 1530년경에 이탈리아에서 흔했다. 18세기에는 카드, 토큰, 숫자 이름을 추가한 가정용 버전(톰볼라라고 함)이 나폴리에서 만들어졌다. 19세기에는 독일에서 철자법, 동물 이름, 구구단을 가르치기 위해 비슷한 게임이 널리 사용되었다.
1778년에 등장한 프랑스 게임 르 로또는 27개의 사각형이 3열과 9개의 열로 배열된 게임이다. 각 행에 있는 5개의 사각형에는 1부터 90까지의 숫자가 있어 현대적인 디자인으로 이어졌다.
1920년대 초, 휴 J. 워드는 피츠버그와 서부 펜실베니아 일대의 카니발에서 이 게임을 만들고 표준화했다. 그는 저작권을 갖고 1933년에 일련의 규칙을 발표했다.
이 게임은 에드윈 로우에 의해 더욱 대중화되었다. 1929년 12월 애틀랜타 근처에서 열린 여행 카니발에서 한 장난감 판매원은 사람들이 말린 콩, 고무 도장, 판지 시트를 가지고 워드의 규칙에 따라 비노라는 게임을 열광적으로 하는 것을 목격했다. 로우는 이 게임을 뉴욕으로 가져와 친구들이 즐기게 했다. Lowe's에서 출시한 빙고 게임은 1달러에 12장의 카드 세트와 2달러에 24장의 카드 세트 등 두 가지 버전이 있었다.1940년대에는 미국 전역에서 빙고 게임이 유행했다.
빙고라는 이름의 유래는 알려지지 않았지만 1920년대 중반으로 거슬러 올라간다. 로우의 여자친구 중 한 명이 당첨에 너무 흥분하여 "비노" 대신 "빙고"를 외쳤다거나 이 단어가 종소리를 연상시킨다는 주장도 있다.

## 빙고가 등장하는 매체
- 진짜 사나이 - 2013년 11월 17일 편에 숫자 빙고와 걸그룹 이름 빙고가 등장하였다.

## 같이 보기
- 복권 (도박)

## 참고 자료
- 네이버 백과사전 中 검색자료 빙고